# Endolimax
Endolimax es un género de ameba encontrado en el intestino de varios animales, incluyendo la especie E. nana en los seres humanos. No causa ninguna enfermedad conocida y es importante en medicina porque puede proporcionar falsos positivos para otras pruebas, por ejemplo, para la especie similar Entamoeba histolytica, responsable de la disentería amebiana. Su presencia indica que el huésped ha consumido materia fecal. Forma quistes con cuatro núcleos que se liberan dentro del cuerpo y se convierten en trofozoitos. Los núcleos de Endolimax nana tienen grandes endosomas y pequeñas cantidades o ninguna cromatina visible.

## Quiste
Los quistes son pequeños, de forma esférica a elipsoidal. Los quistes maduros contienen cuatro núcleos; Rara vez se ven quistes inmaduros. Estos quistes miden de 5 a 10 um , con un rango habitual de 6 a 8 um . En las preparaciones teñidas, el núcleo tiene un cariosoma distinto que, aunque no es tan grande como el que se ve en el trofozoíto, es aún más grande que el cariosoma de la especie Entamoeba. La cromatina periférica está ausente. Aunque los núcleos no son visibles en las preparaciones no teñidas, los cariosomas son evidentes en las preparaciones húmedas teñidas con yodo. El citoplasma puede contener glucógeno difuso y cromátidas los cuerpos están ausentes. Ocasionalmente, pueden aparecer pequeños gránulos o inclusiones en el citoplasma.

## Trofozoíto
Esta etapa es pequeña, mide de 6 a 12 µm , con un rango promedio de 8 a 10 um. Los trofozoítos vivos son lentos y generalmente no progresivos. El núcleo único a veces es visible en preparaciones no teñidas. En los organismos teñidos, el cariosoma suele ser grande y de forma irregular, pero en ocasiones puede estar fragmentado o colocado contra un lado de la membrana nuclear. No hay cromatina periférica en la membrana nuclear. El citoplasma, que es granular grueso y a menudo muy vacuolado, puede contener bacterias.

## Parásitos
Las especies de Endolimax pueden ser parasitadas por hongos unicelulares como Nucleophaga que es un parásito intracelular que absorbe sus nutrientes internamente y por virus; virus gigantes de ADN y pequeños virus de ARN.